# قطب الدين النهروالي
قطب الدين الحنفي محمد بن أحمد النُّهْرُوالي الهندي ثم المكي (ت 990 هـ/ 1583 م). النُّهْرُوَالي نسبة إلى مدينة نُهْرُوالة غربيَّ الهند قرب شواطئ البحر العربي، والمكي بسبب انتقاله إلى الحجاز وإقامته في مكة. وهو مؤرِّخ رفيع الشأن عند الأتراك خاصة، عمل في التاريخ حتى عدَّه بعضهم المؤرِّخَ الأول في القرن العاشر الهجري وعدَّه آخرون «مؤرِّخَ الدولة العثمانية».
وكانت بعض روايته التاريخية مثارًا للجدل، وذلك لِما قاله عن البحَّار العربي أحمد بن ماجد فقد ذكر في كتابه "البرق اليماني" بأن ابن ماجد هو من دلَّ البرتغاليين إلى طريق الهند ممَّا كان له أفدحُ الأثر في التجارة الإسلامية في بحر الهند (المحيط الهندي). ويقول بعضُ ناقدي النهروالي بأنه أراد إلصاقَ التهمة بابن ماجد لدفع التهمة عن المرشد الحقيقي للبرتغاليين وهو أحد سكَّان مدينة غوجارات الهندية باعتبارها بلدَ النهروالي.

## مؤلفاته
- البرق اليماني في الفتح العثماني، ألفه استجابةً لسنان باشا فاتح اليمن. كان اسمه في البداية «الفتوحات العثمانية للأقطار اليمنية» وأهداه إلى السلطان سليم.
- الإعلام بأعلام بلد الله الحرام، وهو في تاريخ مكة المكرمة، ألَّفه سنة 979 مرتبًا على مقدِّمة وعشرة أبواب.